# Fountain megye
Fountain megye az Amerikai Egyesült Államokban, azon belül Indiana államban található. Megyeszékhelye Covington, legnagyobb városa Attica. Lakosainak száma 16 479 fő (2020. április 1.). Fountain megye Tippecanoe, Montgomery, Parke, Warren és Vermillion megyékkel határos.

## Népesség
A megye népességének változása:
| Lakosok száma | 17 262 | 17 120 | 17 096 | 16 880 | 16 591 | 16 479 |
|               | 2010   | 2011   | 2012   | 2013   | 2015   | 2020   |